# Kamelenmelk

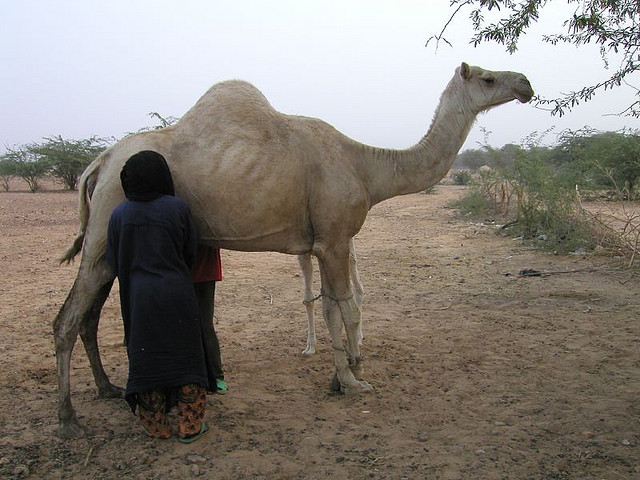
Een vrouw melkt een dromedaris in Niger

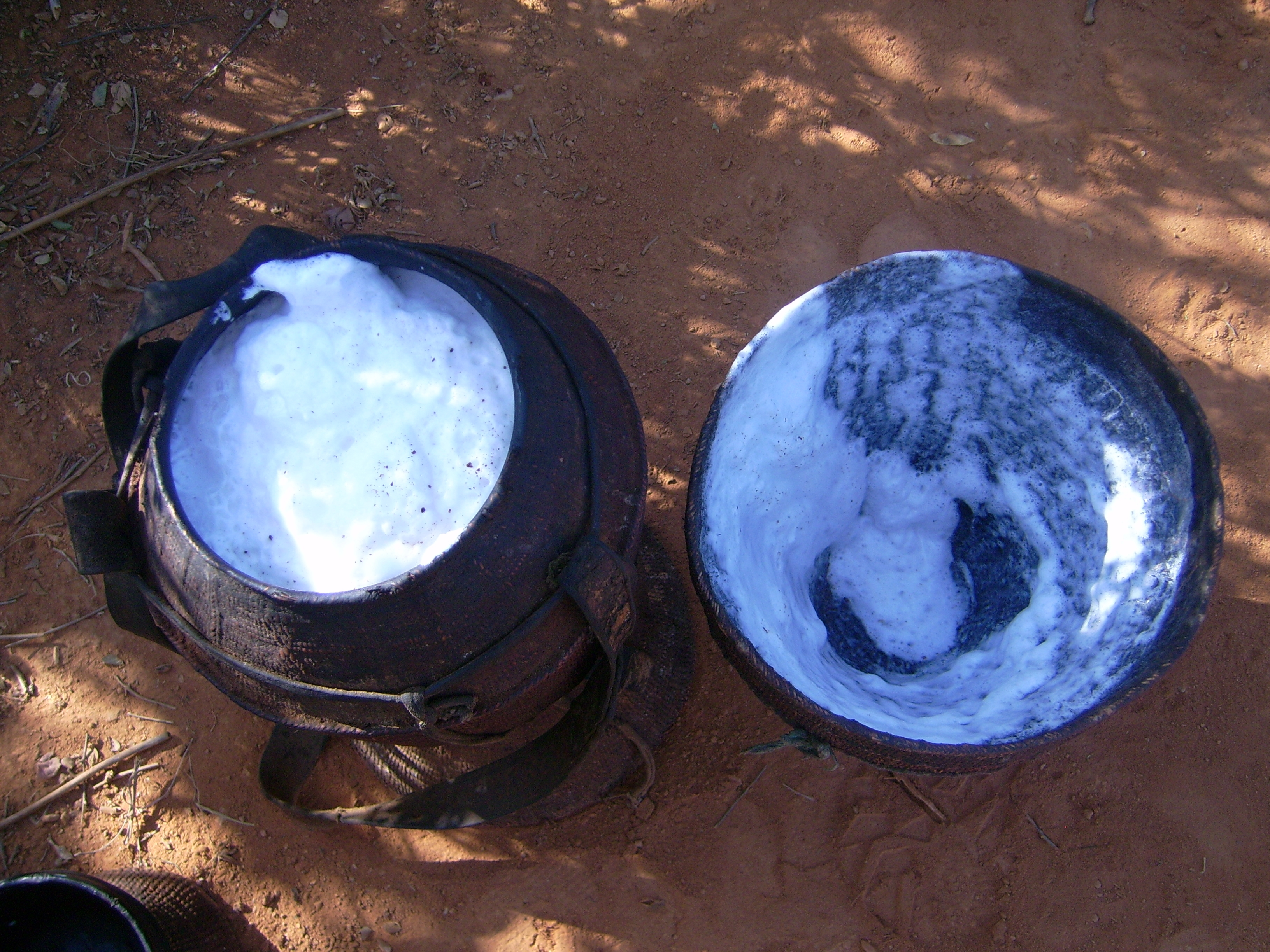
Kamelenmelk

Kamelenmelk is de melk van een kameel of dromedaris. Kamelenmelk is voor veel mensen een product om in hun levensonderhoud te voorzien, maar door nieuw onderzoek naar de gezondheidsvoordelen en als alternatief voor koemelk in droge gebieden, is de productie van kamelenmelk een groeiende industrie.

## Samenstelling
Kamelenmelk smaakt iets zouter dan koemelk. Het bevat driemaal zoveel vitamine C en is verder rijk aan ijzer, onverzadigde vetzuren en vitamine B. Het is een alternatief voor koemelk voor mensen met een koemelkeiwitallergie.

## Productie
Kamelenmelk wordt traditioneel veel geconsumeerd in Oost-Afrika, Centraal-Azië en het Arabisch Schiereiland. De grootste producenten zijn Somalië en Kenia, gevolgd door Mali, Ethiopië, Saoedi-Arabië en Niger.
Anno 2011 is de kamelenmelk afkomstig van de dromedarissen van Kamelenmelkerij Smits de enige die legaal te koop is in de Europese Unie.

## Gezondheidsvoordelen
De bewering dat kamelenmelk goed is voor diabetespatiënten en voor het voorkomen van hart- en vaatziekten wordt onderzocht door de Universiteit van Wageningen samen met het Edese ziekenhuis Gelderse Vallei.

## Gezondheidsrisico's
Het consumeren van rauwe (ongepasteuriseerde) kamelenmelk heeft gezondheidsrisico's door een hogere prevalentie van pathogene bacteriën. Je loopt ook risico op een MERS besmetting.

## Producten
Van kamelenmelk kan ook kaas worden gemaakt. De melk wordt door bakkerij Vermeulen & den Otter in Vlijmen gebruikt om kamelenmelkbrood en bonbons van kamelenmelk van te maken. Beide producten zijn een alternatief voor mensen met koemelkallergie, daarnaast is het brood ook geschikt voor mensen met tarwe-glutenintolerantie.
Er kan ook yoghurt en ijs gemaakt worden van kamelenmelk.

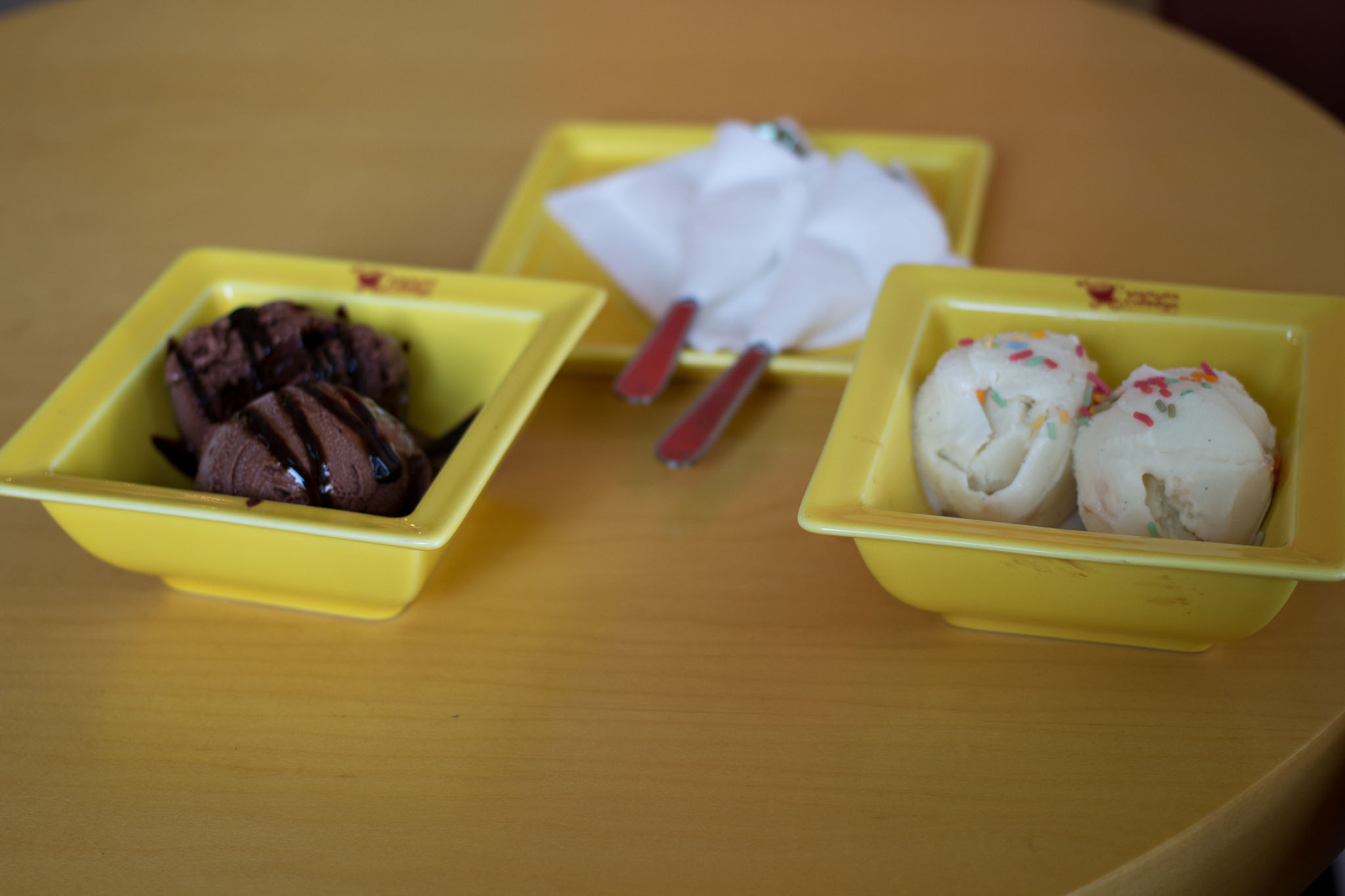
IJs gemaakt van kamelenmelk